# Epinette

epinette

Een epinette is een snaarinstrument, een soort plankciter van ongeveer 1,5 meter lang. Het werd vroeger bespeeld met een stokje, maar tegenwoordig ook met de vingers. 
Het epinette is een traditioneel muziekinstrument: het was het orgel van de arme kerken.
Tegenwoordig zijn de dulcimer in Amerika en de citera in Hongarije dit nog.
Een epinette is doorgaans diatonisch, maar er zijn ook chromatische. Het instrument is familie van de hommel.
Het heeft twee groepen snaren :
- melodiesnaren (bijvoorbeeld d-d)
- bourdonsnaren (bijvoorbeeld G-d-d)

Men bespeelt het met een plectrum in de rechterhand, en de linkerhand op de snaren als op een piano. Men maakt hierbij de noodzakelijke bewegingen met alleen de rechterhand, in tegenstelling met de oude methode waarbij in de linkerhand een stokje gehouden wordt terwijl de rechterhand een zeer ritmische beweging maakt over alle snaren.
Het epinette kende zijn hoogtepunt van 1918 tot 1935. Het werd gebruikt om oude melodietjes te begeleiden.
Mazurka's, polka's, walsen en bourrées hebben vroeger veel componisten geïnspireerd, bijvoorbeeld Joseph Bodin de Boismortier, Vivaldi en Chedeville.
Er zijn nog diverse muziekgroepen die dit instrument bespelen. Zo zijn er in Tervuren en Brussel twee groepen die maandelijks bijeenkomen. Zo ook in Noord-Frankrijk. De hommelgroep "In de klaere maene" uit Brugge ontstond in 2000 na een hommelcursus, komt sedertdien wekelijks samen op donderdagavond, behalve tijdens de schoolvakanties, en treedt ook op.